# Iselma hessei
Iselma hessei es una especie de coleóptero de la familia Meloidae.

## Distribución geográfica
Habita en Sudáfrica.